# Landtagswahlkreis Geislingen
Der Wahlkreis Geislingen (Wahlkreis 11) ist ein Landtagswahlkreis in Baden-Württemberg. Er umfasste bei der Landtagswahl 2021 die Gemeinden Aichelberg, Albershausen, Bad Ditzenbach, Bad Überkingen, Böhmenkirch, Bad Boll, Deggingen, Donzdorf, Drackenstein, Dürnau, Eschenbach, Gammelshausen, Geislingen an der Steige, Gingen an der Fils, Gruibingen, Hattenhofen, Heiningen, Hohenstadt, Kuchen, Lauterstein, Mühlhausen im Täle, Ottenbach, Salach, Schlat, Süßen, Wiesensteig und Zell unter Aichelberg aus dem Landkreis Göppingen.
Die Grenzen der Landtagswahlkreise wurden nach der Kreisgebietsreform von 1973 zur Landtagswahl 1976 grundlegend neu zugeschnitten und seitdem nur punktuell geändert. Die ungleichmäßige Bevölkerungsentwicklung in den Landkreisen Göppingen und Esslingen machte zur Landtagswahl 2006 eine erste Vergrößerung des Wahlkreises Geislingen unumgänglich. Deswegen wurden die Gemeinden Eschenbach und Heiningen aus dem Wahlkreis Göppingen dem Wahlkreis Geislingen zugeordnet. Zur Landtagswahl 2011 wurden auch die Gemeinden Albershausen, Ottenbach und Schlat an den Wahlkreis Geislingen angegliedert.

## Wahl 2021
Die Landtagswahl 2021 hatte im Wahlkreis Geislingen dieses Ergebnis:
| Direktkandidat                    | Partei       | Stimmen in % | Landtagswahl 2016 Stimmen in % |
| --------------------------------- | ------------ | ------------ | ------------------------------ |
| Kathinka Kaden                    | Grüne        | 27,5         | 27,8                           |
| Nicole Razavi                     | CDU          | 27,9         | 28,2                           |
| Uwe Freiherr von Wangenheim       | AfD          | 11,5         | 16,0                           |
| Sascha Binder                     | SPD          | 14,4         | 15,3                           |
| Hans-Peter Semmler                | FDP          | 10,3         | 7,6                            |
| Eva-Maria Glathe-Braun            | Die Linke    | 2,3          | 1,8                            |
| Manfred Freiherr von Campenhausen | ÖDP          | 0,6          | 0,8                            |
| Erkan Erdem                       | Freie Wähler | 2,4          | –                              |
| Daniel Wagner                     | KlimalisteBW | 0,8          | –                              |
| Sylvia Müller                     | WiR2020      | 1,7          | –                              |
| Pia Großer                        | Volt         | 0,5          | –                              |

## Wahl 2016
Die Landtagswahl 2016 hatte folgendes Ergebnis:
| Direktkandidat           | Partei    | Stimmen in % | Landtagswahl 2011 Stimmen in % |
| ------------------------ | --------- | ------------ | ------------------------------ |
| Nicole Razavi            | CDU       | 28,2         | 41,4                           |
| Eckhart Klein            | Grüne     | 27,8         | 21,3                           |
| Willy Kotzbauer          | AfD       | 16,0         | —                              |
| Sascha Binder            | SPD       | 15,3         | 24,2                           |
| Armin Koch               | FDP       | 07,6         | 04,8                           |
| René Niess               | Die Linke | 01,8         | 02,8                           |
| Herbert Krüger           | ALFA      | 01,6         | —                              |
| Manfred von Campenhausen | ödp       | 00,8         | 00,9                           |
| Michael Österle          | NPD       | 00,6         | 01,3                           |
| Karl Seitz               | REP       | 00,4         | 01,2                           |

## Wahl 2011
Die Landtagswahl 2011 hatte folgendes Ergebnis:
| Direktkandidat            | Partei    | Stimmen in % | Landtagswahl 2006 Stimmen in % |
| ------------------------- | --------- | ------------ | ------------------------------ |
| Nicole Razavi             | CDU       | 41,4         | 46,2                           |
| Sascha Binder             | SPD       | 24,2         | 27,9                           |
| Bernhard Lehle            | Grüne     | 21,3         | 07,0                           |
| Winfried Hüttl            | FDP       | 04,8         | 10,5                           |
| Sabine Rösch-Dammenmiller | Die Linke | 02,8         | WASG: 3,3                      |
| Timo Czerwonka            | PIRATEN   | 01,9         | –                              |
| Michael Beier             | NPD       | 01,3         | 01,5                           |
| Andreas Bühler            | REP       | 01,2         | 03,0                           |
| Daniel Stöckel            | ödp       | 00,9         | 00,7                           |
| –                         | Sonstige  | –            | –                              |

## Abgeordnete seit 1976
Bei den Landtagswahlen in Baden-Württemberg hat jeder Wähler nur eine Stimme, mit der sowohl der Direktkandidat als auch die Gesamtzahl der Sitze einer Partei im Landtag ermittelt werden. Dabei gibt es keine Landes- oder Bezirkslisten, stattdessen werden zur Herstellung des Verhältnisausgleichs unterlegenen Wahlkreisbewerbern Zweitmandate zugeteilt. Die bis zur Landtagswahl 2006 gültige Regelung, die eine Zuteilung dieser Mandate nach absoluter Stimmenzahl auf Ebene der Regierungsbezirke vorsah, benachteiligte den Wahlkreis Geislingen, da er immer zu den nach Bevölkerungszahl kleinsten Wahlkreisen gehörte.
Dadurch war es für Bewerber im Wahlkreis Geislingen schwierig, Zweitmandate zu erringen. Damit ist das Wahlsystem wesentliche Ursache dafür, dass der Wahlkreis Geislingen zwischen 1976 und 2011 jeweils nur durch einen direkt gewählten Abgeordneten der CDU im Landtag vertreten wurde. Diese Abgeordneten sind:
| Partei | Art des Mandats | Gewählte                                                                                               |
| ------ | --------------- | --- |
| CDU    | Erstmandat      | Anton Ilg 1976 Hermann Seimetz 1980, 1984, 1988, 1992, 1996, 2001 Nicole Razavi 2006, 2011, 2016, 2021 |
| SPD    | Zweitmandat     | Sascha Binder 2011, 2016, 2021                                                                         |